# Bernd Schütte
Bernd Schütte (* 23. März 1961 in Bückeburg; † 29. November 2024 in Halle an der Saale) war ein deutscher Historiker.
Bernd Schütte studierte von 1982 bis 1989 Geschichte, Mittellatein, Latein, Historische Hilfswissenschaften in Göttingen und Bonn. In seiner 1988/89 entstandenen Magisterarbeit befasste sich Schütte mit den neun Briefen des Abtes Walo von St. Arnulf vor Metz. Im Jahre 1992 wurde er in Bonn bei Rudolf Schieffer promoviert mit der Arbeit Die Lebensbeschreibungen der Königin Mathilde. Überlieferung – Edition – Untersuchungen. Von 1989 bis 1993 war er Wissenschaftlicher Mitarbeiter an der Universität Bonn. 1999 erfolgte in Leipzig die Habilitation mit einer Arbeit zu Philipp von Schwaben. Schütte war von 1993 bis 2004 Wissenschaftlicher Assistent und Oberassistent an der Universität Leipzig. Er übte außerdem Lehrtätigkeiten an den Universitäten Jena, Bonn, Kassel und Halle aus. Schütte war von 2010 bis 2017 Bearbeiter und Editor der Pöhlder Annalen, eine der maßgeblichen Geschichtswerke im deutschen Hochmittelalter. Das Projekt wurde von der Deutschen Forschungsgemeinschaft gefördert. Die Veröffentlichung der Ergebnisse steht noch aus.
Seine Forschungsschwerpunkte waren der Nachrichtenaustausch und die Kommunikationsgruppen im Spiegel von Wibalds Briefbuch, die Bischöfe von Halberstadt bis zum Ende der Stauferzeit, die Werke Eberwins von Trier (Überlieferung, Edition, Kommentar), die Geschichte der Reichskanzler in spätsalisch-staufischer Zeit und König Konrad III. Im Jahr 1995 veröffentlichte Schütte in einer Edition erstmals vollständig die neun Briefe des Abtes Walo von St. Arnulf vor Metz. Schütte gilt als ausgewiesener Experte für das personale Umfeld am Hof Philipps von Schwaben. Seine Habilitation ist die erste größere Untersuchung zu Philipp von Schwaben seit den Jahrbüchern der deutschen Geschichte. Das Ziel seiner Arbeit über Philipp von Schwaben war es nicht, eine „Geschichte des Thronstreites von 1197/1198 bis 1208 und seiner Zusammenhänge zu schreiben“, sondern vielmehr vor dem Hintergrund des Itinerars, der Praxis der Urkundenvergabe und der personellen Zusammensetzung des Hofes zu untersuchen, „über welchen Aktionsradius und welche Integrationskraft Philipps Königsherrschaft letztlich verfügte“. Die Arbeit widmet sich der Frage, „welchen Raum und welche Personen Philipps Königsherrschaft erreichte“. In drei Teilen untersucht er das Itinerar (S. 8–105), die überlieferten Urkunden (S. 106–150) und die Umgebung des Staufers (S. 151–243). Die weiteren Teile der Arbeit umfassen die Aufenthaltsregesten (S. 249–415), ein „Verzeichnis der wichtigsten Personen im Umfeld Philipps von Schwaben“ (S. 416–559) und die Register. Schütte stellte in seinen Ergebnissen eine starke Regionalisierung des königlichen Itinerars, der Urkundenvergabe und der Besuche am Hof fest. Die politische Situation während des Thronstreites verhinderte einen „annäherend geordneten Umzug durch das Reich“. Nach Schütte könne von einer „gleichmäßigen Erfassung des Reiches durch einen stetigen königlichen Umzug also keine Rede sein“. Insgesamt habe der bis 1214 währende Thronstreit „wie ein Katalysator“ gewirkt, „der die Freisetzung der zentrifugalen Kräfte der Reichsverfassung beschleunigte“. Bei der Zusammensetzung des Königshöfe sind von 630 ermittelten Personen (54 Bischöfe, 19 weltliche Reichsfürsten, 180 Grafen und Edelfreie sowie 100 Reichsministeriale) etwa 100 „in etwas spürbarer Dichte beim Staufer belegt“.

## Schriften
Monografien
- König Konrad III. und der deutsche Reichsepiskopat (= Schriftenreihe Studien zur Geschichtsforschung des Mittelalters. Bd. 20). Kovač, Hamburg 2004, ISBN 3-8300-1600-X.
- König Philipp von Schwaben. Itinerar – Urkundenvergabe – Hof (= Monumenta Germaniae Historica. Schriften. Bd. 51). Hahn, Hannover 2002, ISBN 3-7752-5751-9 (Zugleich: Leipzig, Universität, Habilitations-Schrift, 1999).
- Die Briefe des Abtes Walo von St. Arnulf vor Metz (= Monumenta Germaniae Historica. Studien und Texte. Bd. 10). Hahn, Hannover 1995, ISBN 3-7752-5410-2.
- Untersuchungen zu den Lebensbeschreibungen der Königin Mathilde (= Monumenta Germaniae Historica. Studien und Texte. Bd. 9). Hahn, Hannover 1994, ISBN 3-7752-5409-9.

Herausgeberschaften
- mit Stephan Freund: Die Chronik Arnolds von Lübeck. Neue Wege zu ihrem Verständnis (= Jenaer Beiträge zur Geschichte. Bd. 10). Lang, Frankfurt am Main u. a. 2008, ISBN 978-3-631-57417-1.
- Die Lebensbeschreibungen der Königin Mathilde (= Monumenta Germaniae Historica. Scriptores. 7: Scriptores rerum germanicarum in usum scholarum separatim editi. Bd. 66). Hahn, Hannover 1994, ISBN 3-7752-5387-4, Digitalisat.